# Connecticut Open 2018 - Qualificazioni singolare
Le qualificazioni del singolare femminile del Connecticut Open 2018 sono state un torneo di tennis preliminare per accedere alla fase finale della manifestazione. Le vincitrici dell'ultimo turno sono entrate di diritto nel tabellone principale. In caso di ritiro di una o più giocatrici aventi diritto a queste sono subentrati le lucky loser, ossia le giocatrici che hanno perso nell'ultimo turno ma che avevano una classifica più alta rispetto alle altre partecipanti che avevano comunque perso nel turno finale.

## Teste di serie
1. Aliaksandra Sasnovich (qualificata)
2. Alison Van Uytvanck (primo turno)
3. Camila Giorgi (qualificata)
4. Hsieh Su-wei (secondo turno)
5. Belinda Bencic (ultimo turno, lucky loser)
6. Kirsten Flipkens (secondo turno)

1. Yulia Putintseva (primo turno)
2. Petra Martić (primo turno, ritirata)
3. Kateřina Siniaková (ritirata)
4. Viktória Kužmová (primo turno)
5. Magda Linette (secondo turno)
6. Monica Niculescu (primo turno)

## Qualificate
1. Aliaksandra Sasnovich
2. Ana Bogdan
3. Camila Giorgi

1. Mónica Puig
2. Dayana Yastremska
3. Zarina Diyas

### Lucky loser
1. Belinda Bencic
2. Pauline Parmentier

1. Samantha Stosur

## Tabellone

### Legenda
| - Q = Qualificato - WC = Wild card - LL = Lucky loser | - ALT = Alternate - SE = Special Exempt - PR = Protected Ranking | - w/o = Walkover - r = Ritirato - d = Squalificato |

### Sezione 1
|  | Primo turno | Primo turno           | Primo turno           | Primo turno | Primo turno |  |  | Secondo turno | Secondo turno         | Secondo turno      | Secondo turno      | Secondo turno      |   |   | Ultimo turno | Ultimo turno          | Ultimo turno          | Ultimo turno | Ultimo turno |  |
|  |             |                       |                       |             |             |  |  |               |                       |                    |                    |                    |   |   |              |                       |                       |              |              |  |
|  | 1           | Aliaksandra Sasnovich | Aliaksandra Sasnovich | 7           | 6           |  |  |               |                       |                    |                    |                    |   |   |              |                       |                       |              |              |  |
|  |             | Johanna Larsson       | Johanna Larsson       | 6           | 3           |  |  | 1             | Aliaksandra Sasnovich | 6                  | 1                  | 6                  |   |   |              |                       |                       |              |              |  |
|  |             | Kristýna Plíšková     | Kristýna Plíšková     | 6           | 6           |  |  |               | Kristýna Plíšková     | 1                  | 6                  | 1                  |   |   |              |                       |                       |              |              |  |
|  | WC          | Maria Mateas          | Maria Mateas          | 1           | 2           |  |  |               |                       |                    |                    |                    |   |   | 1            | Aliaksandra Sasnovich | Aliaksandra Sasnovich | 6            | 6            |  |
|  |             | Pauline Parmentier    | Pauline Parmentier    | 7           | 6           |  |  |               |                       |                    | Pauline Parmentier | Pauline Parmentier | 1 | 4 |              |                       |                       |              |              |  |
|  |             | Evgeniya Rodina       | Evgeniya Rodina       | 5           | 2           |  |  |               | Pauline Parmentier    | Pauline Parmentier | 7                  | 6                  |   |   |              |                       |                       |              |              |  |
|  |             | Carina Witthöft       | 4                     | 4           |             |  |  |               | Carina Witthöft       | Carina Witthöft    | 5                  | 2                  |   |   |              |                       |                       |              |              |  |
|  | 8           | Petra Martić          | 6                     | 1           | r           |  |  |               |                       |                    |                    |                    |   |   |              |                       |                       |              |              |  |

### Sezione 2
|  | Primo turno | Primo turno               | Primo turno               | Primo turno | Primo turno |  |  | Secondo turno | Secondo turno    | Secondo turno | Secondo turno | Secondo turno |   |   | Ultimo turno | Ultimo turno     | Ultimo turno     | Ultimo turno | Ultimo turno |  |
|  |             |                           |                           |             |             |  |  |               |                  |               |               |               |   |   |              |                  |                  |              |              |  |
|  | 2           | Alison Van Uytvanck       | 3                         | 6           | 4           |  |  |               |                  |               |               |               |   |   |              |                  |                  |              |              |  |
|  |             | Rebecca Peterson          | 6                         | 1           | 6           |  |  |               | Rebecca Peterson | 5             | 7             | 6             |   |   |              |                  |                  |              |              |  |
|  |             | Sofia Kenin               | Sofia Kenin               | 7           | 6           |  |  |               | Sofia Kenin      | 7             | 5             | 3             |   |   |              |                  |                  |              |              |  |
|  |             | Anna Karolína Schmiedlová | Anna Karolína Schmiedlová | 65          | 4           |  |  |               |                  |               |               |               |   |   |              | Rebecca Peterson | Rebecca Peterson | 62           | 3            |  |
|  | WC          | Caroline Dunleavy         | Caroline Dunleavy         | 2           | 0           |  |  |               |                  |               | Ana Bogdan    | Ana Bogdan    | 7 | 6 |              |                  |                  |              |              |  |
|  |             | Anna Blinkova             | Anna Blinkova             | 6           | 6           |  |  |               | Anna Blinkova    | Anna Blinkova | 3             | 0             |   |   |              |                  |                  |              |              |  |
|  |             | Ana Bogdan                | Ana Bogdan                | 6           | 6           |  |  |               | Ana Bogdan       | Ana Bogdan    | 6             | 6             |   |   |              |                  |                  |              |              |  |
|  | 10          | Viktória Kužmová          | Viktória Kužmová          | 2           | 2           |  |  |               |                  |               |               |               |   |   |              |                  |                  |              |              |  |

### Sezione 3
|  | Primo turno | Primo turno         | Primo turno         | Primo turno | Primo turno |  |  | Secondo turno | Secondo turno   | Secondo turno   | Secondo turno   | Secondo turno   |   |   | Ultimo turno | Ultimo turno  | Ultimo turno  | Ultimo turno | Ultimo turno |  |
|  |             |                     |                     |             |             |  |  |               |                 |                 |                 |                 |   |   |              |               |               |              |              |  |
|  | 3           | Camila Giorgi       | 1                   | 6           | 6           |  |  |               |                 |                 |                 |                 |   |   |              |               |               |              |              |  |
|  |             | Claire Liu          | 6                   | 3           | 2           |  |  | 3             | Camila Giorgi   | Camila Giorgi   | Camila Giorgi   | w/o             |   |   |              |               |               |              |              |  |
|  | Alt         | Ellen Perez         | Ellen Perez         | 7           | 6           |  |  | Alt           | Ellen Perez     | Ellen Perez     | Ellen Perez     |                 |   |   |              |               |               |              |              |  |
|  |             | Markéta Vondroušová | Markéta Vondroušová | 62          | 4           |  |  |               |                 |                 |                 |                 |   |   | 3            | Camila Giorgi | Camila Giorgi | 7            | 6            |  |
|  |             | Samantha Stosur     | Samantha Stosur     | 6           | 6           |  |  |               |                 |                 | Samantha Stosur | Samantha Stosur | 5 | 3 |              |               |               |              |              |  |
|  |             | Christina McHale    | Christina McHale    | 3           | 2           |  |  |               | Samantha Stosur | Samantha Stosur | 6               |                 |   |   |              |               |               |              |              |  |
|  |             | Stefanie Vögele     | Stefanie Vögele     | 6           | 7           |  |  |               | Stefanie Vögele | Stefanie Vögele | 3               | r               |   |   |              |               |               |              |              |  |
|  | Alt         | Valeria Savinykh    | Valeria Savinykh    | 3           | 5           |  |  |               |                 |                 |                 |                 |   |   |              |               |               |              |              |  |

### Sezione 4
|  | Primo turno | Primo turno         | Primo turno         | Primo turno | Primo turno |  |  | Secondo turno | Secondo turno       | Secondo turno | Secondo turno | Secondo turno |   |   | Ultimo turno | Ultimo turno        | Ultimo turno | Ultimo turno | Ultimo turno |  |
|  |             |                     |                     |             |             |  |  |               |                     |               |               |               |   |   |              |                     |              |              |              |  |
|  | 4           | Hsieh Su-wei        | Hsieh Su-wei        | 6           | 6           |  |  |               |                     |               |               |               |   |   |              |                     |              |              |              |  |
|  |             | Sara Sorribes Tormo | Sara Sorribes Tormo | 4           | 2           |  |  | 4             | Hsieh Su-wei        | 6             | 68            | 3             |   |   |              |                     |              |              |              |  |
|  | PR          | Margarita Gasparyan | Margarita Gasparyan | 6           | 6           |  |  | PR            | Margarita Gasparyan | 4             | 7             | 6             |   |   |              |                     |              |              |              |  |
|  |             | Polona Hercog       | Polona Hercog       | 2           | 4           |  |  |               |                     |               |               |               |   |   | PR           | Margarita Gasparyan | 7            | 2            | 2            |  |
|  |             | Andrea Petković     | Andrea Petković     | 6           | 6           |  |  |               |                     |               | Mónica Puig   | 5             | 6 | 6 |              |                     |              |              |              |  |
|  |             | Lara Arruabarrena   | Lara Arruabarrena   | 1           | 2           |  |  |               | Andrea Petković     | 64            | 1             | r             |   |   |              |                     |              |              |              |  |
|  |             | Mónica Puig         | Mónica Puig         | 7           | 6           |  |  |               | Mónica Puig         | 7             | 1             |               |   |   |              |                     |              |              |              |  |
|  | 12          | Monica Niculescu    | Monica Niculescu    | 65          | 3           |  |  |               |                     |               |               |               |   |   |              |                     |              |              |              |  |

### Sezione 5
|  | Primo turno | Primo turno       | Primo turno     | Primo turno | Primo turno |  |  | Secondo turno | Secondo turno     | Secondo turno     | Secondo turno     | Secondo turno     |   |   | Ultimo turno | Ultimo turno   | Ultimo turno   | Ultimo turno | Ultimo turno |  |
|  |             |                   |                 |             |             |  |  |               |                   |                   |                   |                   |   |   |              |                |                |              |              |  |
|  | 5           | Belinda Bencic    | 2               | 6           | 6           |  |  |               |                   |                   |                   |                   |   |   |              |                |                |              |              |  |
|  |             | Kurumi Nara       | 6               | 4           | 3           |  |  | 5             | Belinda Bencic    | 65                | 6                 | 6                 |   |   |              |                |                |              |              |  |
|  | WC          | Whitney Osuigwe   | Whitney Osuigwe | 6           | 6           |  |  | WC            | Whitney Osuigwe   | 7                 | 2                 | 2                 |   |   |              |                |                |              |              |  |
|  | WC          | Asia Muhammad     | Asia Muhammad   | 3           | 3           |  |  |               |                   |                   |                   |                   |   |   | 5            | Belinda Bencic | Belinda Bencic | 65           | 63           |  |
|  |             | Dayana Yastremska | 6               | 1           | 6           |  |  |               |                   |                   | Dayana Yastremska | Dayana Yastremska | 7 | 7 |              |                |                |              |              |  |
|  | WC          | Bernarda Pera     | 3               | 6           | 4           |  |  |               | Dayana Yastremska | Dayana Yastremska | 7                 | 7                 |   |   |              |                |                |              |              |  |
|  |             | Sachia Vickery    | 4               | 6           | 0           |  |  | 11            | Magda Linette     | Magda Linette     | 63                | 64                |   |   |              |                |                |              |              |  |
|  | 11          | Magda Linette     | 6               | 3           | 6           |  |  |               |                   |                   |                   |                   |   |   |              |                |                |              |              |  |

### Sezione 6
|  | Primo turno | Primo turno      | Primo turno      | Primo turno | Primo turno |  |  | Secondo turno | Secondo turno    | Secondo turno    | Secondo turno | Secondo turno |   |   | Ultimo turno | Ultimo turno    | Ultimo turno    | Ultimo turno | Ultimo turno |  |
|  |             |                  |                  |             |             |  |  |               |                  |                  |               |               |   |   |              |                 |                 |              |              |  |
|  | 6           | Kirsten Flipkens | Kirsten Flipkens | 6           | 6           |  |  |               |                  |                  |               |               |   |   |              |                 |                 |              |              |  |
|  | WC          | Emma Davis       | Emma Davis       | 3           | 1           |  |  | 6             | Kirsten Flipkens | Kirsten Flipkens | 3             | 2             |   |   |              |                 |                 |              |              |  |
|  |             | Tamara Zidanšek  | Tamara Zidanšek  | 7           | 7           |  |  |               | Tamara Zidanšek  | Tamara Zidanšek  | 6             | 6             |   |   |              |                 |                 |              |              |  |
|  |             | Maria Sanchez    | Maria Sanchez    | 5           | 65          |  |  |               |                  |                  |               |               |   |   |              | Tamara Zidanšek | Tamara Zidanšek | 1            | 4            |  |
|  |             | Vera Lapko       | Vera Lapko       | 6           | 6           |  |  |               |                  |                  | Zarina Diyas  | Zarina Diyas  | 6 | 6 |              |                 |                 |              |              |  |
|  |             | Emina Bektas     | Emina Bektas     | 4           | 1           |  |  |               | Vera Lapko       | 1                | 6             | 3             |   |   |              |                 |                 |              |              |  |
|  |             | Zarina Diyas     | Zarina Diyas     | 7           | 6           |  |  |               | Zarina Diyas     | 6                | 3             | 6             |   |   |              |                 |                 |              |              |  |
|  | 7           | Yulia Putintseva | Yulia Putintseva | 5           | 1           |  |  |               |                  |                  |               |               |   |   |              |                 |                 |              |              |  |